# Вілмот (Огайо)
Вілмот (англ. Wilmot) — селище (англ. village) в США, в окрузі Старк штату Огайо. Населення — 282 особи (2020).

## Географія
Вілмот розташований за координатами 40°39′21″ пн. ш. 81°38′4″ зх. д. / 40.65583° пн. ш. 81.63444° зх. д. (40.655906, -81.634392).  За даними Бюро перепису населення США в 2010 році селище мало площу 0,36 км², уся площа — суходіл.

## Демографія
Згідно з переписом 2010 року, у селищі мешкали 304 особи в 118 домогосподарствах у складі 84 родин. Густота населення становила 842 особи/км².  Було 136 помешкань (377/км²).
Расовий склад населення:
| - 98,0 % — білих - 0,3 % — чорних або афроамериканців - 0,3 % — азіатів |

До двох чи більше рас належало 1,3 %. Частка іспаномовних становила 0,3 % від усіх жителів.
За віковим діапазоном населення розподілялося таким чином: 27,3 % — особи молодші 18 років, 63,5 % — особи у віці 18—64 років, 9,2 % — особи у віці 65 років та старші. Медіана віку мешканця становила 31,7 року. На 100 осіб жіночої статі у селищі припадало 111,1 чоловіків;  на 100 жінок у віці від 18 років та старших — 99,1 чоловіків також старших 18 років.
Середній дохід на одне домашнє господарство  становив 49 064 долари США (медіана — 38 000), а середній дохід на одну сім'ю — 54 297 доларів (медіана — 45 833). Медіана доходів становила 27 083 долари для чоловіків та 26 771 долар для жінок. За межею бідності перебувало 15,6 % осіб, у тому числі 39,7 % дітей у віці до 18 років та 0,0 % осіб у віці 65 років та старших.
Цивільне працевлаштоване населення становило 143 особи. Основні галузі зайнятості: виробництво — 40,6 %, освіта, охорона здоров'я та соціальна допомога — 13,3 %, оптова торгівля — 7,0 %, фінанси, страхування та нерухомість — 6,3 %.